# Hilary Szpilowski
Hilary Szpilowski (* 1753; † 10. März 1827) war ein polnischer Architekt und als solcher Repräsentant des Klassizismus und der Neogotik. Er wirkte vorwiegend in Masowien, war hier Baumeister und in Warschau Hochschullehrer.

## Leben
Über seine Herkunft ist wenig bekannt, vermutlich stammte er von der Familie Szpilowski im damaligen Powiat Rzeczycki ab. 1780 gab er seine Arbeit als Gardist bei J. W. Mierzejewski auf und begann mit Vertrag vom 16. Januar 1781 unter dem Architekten Stanisław Zawadzki in Warschau zu arbeiten. 1782 wurde er mit Warschauer Adresse registriert. Im Jahr 1783 beschuldigte er Zawadzki vor der Militärverwaltung der Erstellung falscher Entwürfe beim Bau der Kasernen von Kamieniec Podolski.
Ab diesem Vorfall arbeitete Spilkowski selbständig. Am 17. April 1785 erhielt er sein Diplom als Warschauer Architekt. Ab 1807 war er in der Stadtverwaltung (poln.: Izba Administracyjna Departamentu Warszawskiego) tätig und übte eine Funktion als Assessor in der Bauabteilung aus. Im Jahr 1810 ernannte Herzog Friedrich August ihn zum Baumeister der Abteilung. In der Zeit Kongresspolens war er auch Wojwodschafts-Baumeister von Masowien. Von 1817 bis 1823 arbeitete er als Professor an der Universität Warschau. 1824 erschien sein Werk: Wzory kościołów parafialnych po województwach Królestwa Polskiego stawać się mających.
Hilary Spilkowski war der Vater von Sylwester Szpilowski. Er wurde auf dem Świętokrzyski-Friedhof in Warschau beerdigt.

## Bauten (Auswahl)
Wie auch Jakub Kubicki war Szpilowski wesentlich Urheber dafür, dass die Warschauer Architektur auch in die Provinz ausstrahlte. Hier, vor allem in Masowien, errichtete er zahlreiche ländliche Residenzen. Dazu gehören die Paläste in Walewice, Mała Wieś, Luberadz, Rudno oder Staroźreby. Er entwarf in Masowien auch Kirchen und Rathäuser, wie in Piaseczno, Warka, Zaborów, Lipków, Grabowo, Suserz, Grójec, Mogielnica und Gostynin.
In Warschau stammen von ihm:
- Arbeiten am Königsschloss (1810)
- Evangelische Kirche in der Ulica Nowosolna (1811)
- Grabstein der Familie Bacciarelli in der Johanneskathedrale (1818)
- Bau des Dmuszewski-Hauses in der Ulica Wierzbowa (1820)
- Bau des Bentkowski-Hauses in der Ulica Nowy Świat (1819–1822)
- Umbau des Sanguszko-Palais
- Arbeiten zum Bau der Sternwarte am Botanischen Garten (1822–1824)
- Bauarbeiten im Łazienki-Park
- Sanierung der Marienkirche in der Neustadt (1821–1829)
- Umbau des Kazimierz-Palastes (bis 1830)